# Врбас-92
Операция «Врбас-92» (хорв. Bitka za Jajce 1992., серб. Операција Врбас 92, 3 июля — 18 ноября 1992) — военная операция Войск Республики Сербской в районе Яйце во время Боснийской войны, завершившаяся победой сербских войск, которая привела к переходу города и окрестностей под сербский контроль. В результате операции была разгромлена крупная группировка хорватско-мусульманских подразделений, сербы ликвидировали «карман», вклинивавшийся в позиции их армии. Во время боев за Яйце беженцами стали десятки тысяч хорватов и мусульман.

## Предыстория
По последней довоенной переписи населения Боснии и Герцеговины (БиГ) мусульман было 1 905 829 человек (43,7 %), сербов — 1 369 258 человек (31,4 %), хорватов — 755 892 человека (17,3 %). Из 106 общин БиГ мусульмане составляли большинство в 35 общинах, в основном в центральной Боснии, а сербы — в 32 западных и восточных общинах республики. Хорваты составляли большинство на юге БиГ и в некоторых центральных общинах. Около 240 тысяч жителей БиГ самоопределились как «югославы». Большинство из них были сербами или детьми от смешанных браков. В 1991 году 27 % заключённых браков были смешанными. По площади занимаемой территории сербы опережали другие боснийские народы. Они представляли абсолютное большинство населения на 53,3 % территории БиГ.
18 ноября 1990 года в республике прошли первые многопартийные выборы. Большинство мест в Скупщине (86) получила мусульманская Партия демократического действия (ПДД), затем следовали Сербская демократическая партия (72) и местное Хорватское демократическое содружество (44). Результаты выборов продемонстрировали чёткое разделение страны по национальному признаку задолго до начала боевых действий.
После выборов было сформировано коалиционное руководство, представлявшее все три национальные партии. Лидер ПДД Изетбегович стал председателем Президиума БиГ. Премьер-министром стал хорват Юре Пеливан. Спикером Скупщины стал серб Момчило Краишник. Однако сотрудничества партий в правительстве и парламенте достичь не удалось. Уже на первом заседании Скупщины проявилось разделение депутатов по национальному признаку, а затем начала складываться мусульмано-хорватская коалиция. Она вынесла на обсуждение Декларацию о независимости республики, а Сербская демократическая партия в ответ начала объединять общины с большинством сербского населения.
12 октября 1991 года Парламентская Скупщина Боснии и Герцеговины без ведома сербских депутатов приняла «Меморандум о суверенитете Боснии и Герцеговины» простым большинством голосов. Сербы и хорваты в БиГ определялись как национальные меньшинства. Это дало импульс автономизации сербских областей. Была созвана Скупщина боснийских сербов и проведён плебисцит, на котором 9 ноября 1991 года сербы высказались за объединение с Сербской Краиной, Сербией и Черногорией, то есть за создание обновлённого югославского государства. Руководство Боснии назвало сербский плебисцит незаконным и настаивало на независимой и унитарной стране. Однако тогда же о создании своего государственного образования — Герцег-Босны высказались боснийские хорваты, что углубило процесс территориального размежевания в республике.
9 января 1992 года Скупщина боснийских сербов провозгласила создание Республики Сербской Боснии и Герцеговины как федеративной единицы СФРЮ. 24 марта сербы сформировали правительство, парламент и президиум. 27 марта была принята Конституция Республики Сербской. Тогда же ими было выдвинуто предложение реформировать Боснию и Герцеговину в конфедеративную республику трёх равноправных народов.
25 января 1992 года Скупщина БиГ приняла решение провести референдум о суверенитете и независимости республики. Сербская фракция в Скупщине в знак протеста покинула зал заседаний. Референдум прошёл 1 марта 1992 года, в нём участвовало 63,4 % избирателей (2 073 932 человека), из них 62,68 % проголосовали за независимость. В тот же день властями БиГ был провозглашён суверенитет, в Европейский Союз была отправлена просьба о признании.
Летом 1992 года Яйце находился на стыке западной и центральной Боснии и представлял собой центр «кармана», врезающегося в сербскую территорию. Его контролировали мусульмано-хорватские силы, а в городе и окрестностях самой крупной группой населения были мусульмане — 17 380 (38,61 %). Второй по численности группой были хорваты — 15 811 (35,13 %). Сербов было 8 663 (19,24 %). «Карман» начинался в нескольких километрах к западу от города Травник, где его ширина не превышала 5 км.
Боснийским сербам взятие Яйце позволяло провести консолидацию западной части своих земель и ликвидировать исходящую из города угрозу для коммуникаций. Было также стремление установить контроль над двумя крупными гидроэлектростанциями на реке Врбас, бывшими важными экономическими объектами.

## Силы сторон

### Сербы
Разработанный сербами план операции предусматривал атаку на западный угол «кармана», что означало удар непосредственно на Яйце. Сербское руководство надеялось, что в результате операции мусульманское и хорватское население покинут город и окрестности. К тому же около Травника находились крупные силы мусульманской территориальной обороны и Хорватского совета обороны, которые могли бы воспрепятствовать окружению «кармана». Основную роль в предстоящем наступлении должна была сыграть 30-я дивизия армии боснийских сербов, которая тогда именовалась «Войско Сербской Республики Боснии и Герцеговины» и только в августе получила гораздо более известное название «Войско Республики Сербской». 30-я дивизия выбрала для наступления три основные дороги, которые вели к городу с севера, запада и юго-запада. Сербские подразделения должны были через горы и холмы высотою от 400 до 1000 м по сходящимся направлениям выйти к городу.
По мнению российского исследователя Ионова, сербское командование, планировавшее операцию, опиралось на югославскую тактику горной войны. В этой, как и во многих других своих операциях, боснийские сербы следовали тактике Югославской народной армии (ЮНА) в осуществлении наступательных действий — медленное, осторожное продвижение, «подтягивание» флангов, методичная зачистка занятой местности, без осуществления которой дальнейшее наступление могло приостанавливаться
30-й дивизией армии боснийских сербов командовал полковник Станислав Галич, а с 4 сентября командование перешло к полковнику Йово Блажановичу. Общая численность 30-й дивизии перед началом операции составила около 8000 солдат и офицеров. Она была разбита на три тактические группы (ТГ). В составе ТГ-1 находилась 11-я Мрконичская и 1-я Шиповская легкопехотные бригады (3500 бойцов). Она должна была атаковать на южном направлении. ТГ-2 включала в себя усиленную 17-ю Ключскую легкопехотную бригаду (2500 бойцов) и отвечала за западное и северное направления. ТГ-3 состояла из трёх батальонов, сведённых из трёх бригад (1500 бойцов), которые должны были прикрывать наступающие части на северном и северо-восточном фронтах, вдоль реки Угар
Поддержку артиллерийским огнём осуществляли около 50 единиц полевой артиллерии калибра более 100 мм и 25 танков Т-34 и Т-55. Фланги частей 30-й дивизии прикрывали 19-я легкопехотная бригада в районе города Доньи-Вакуф и 22-я бригада на горном массиве Влашич, севернее Травника. Поддержку с воздуха осуществляли два истребителя-бомбардировщика Ј-22 «Орао».

### Мусульмане и хорваты
Яйце защищали формирования Хорватского совета обороны (ХСО) и мусульманской Территориальной обороны (ТО), сформированные в городе и его окрестностях. Летом 1992 года они насчитывали около 3400 человек. В резерве находились до 1000 человек, не имевших оружия. В середине сентября гарнизон усилили ещё около 2200 солдат ХСО и мусульманских формирований. Подразделения ХСО в Яйце подчинялись штабу оперативной зоны «Северо-Западная Герцеговина», который находился в Томиславграде. Отряды боснийских мусульман формально находились в подчинении штаба ТО общины Зеница. В процессе подготовки обороны между хорватами и мусульманами возникли противоречия, так как мусульманские власти в Сараеве оспаривали у хорватов принадлежность города и окрестностей и руководство в вопросах обороны.
Формирования, оборонявшие Яйце, значительно уступали 30-й дивизии Войска Республики Сербской в вооружении. У них практически отсутствовало тяжёлое вооружение. Однако во время подготовки к обороне были подготовлены фортификационные сооружения и запасные позиции.

## Ход операции
К концу июня сербы закончили последние приготовления к наступлению и в июле начали первые атаки. 3—9 июля и 17—22 июля 22-я легкопехотная бригада произвела несколько атак к северо-западу от Травника. Их целью были коммуникации противника, связывавшие Яйце с центральной Боснией. Данные атаки носили отвлекающий характер, так как сербское командование не стремилось полностью изолировать город. В начале августа основные силы сербов начали постепенное наступление по фронту. За четыре недели боёв на западном направлении Тактическая группа-2 прорвала оборону хорватов и мусульман в районе перевала Донье-Миле и продвинулась на 6 км в сторону города. Однако в 2 км от города, на перевале Врбица, она столкнулась с ожесточённым сопротивлением и вынуждена была остановиться. На северном участке продвижение сербских частей было менее ощутимым, так как хорватские подразделения упорно обороняли гидроэлектростанции. После этого сербы приостановили атаки.
9 сентября хорватско-мусульманские силы предприняли контратаку, чтобы не позволить бойцам ВРС возобновить наступление. Их попытки оттеснить фланги 30-й дивизии не принесли ощутимых результатов и были прекращены 12 сентября. 9 сентября на южном и юго-западном направлениях в наступление перешла сербская Тактическая группа-1. К 15—16 сентября сербы отбросили противника на 5 км и вышли к позициям неприятеля между сёлами Баге и Скеле на реке Врбас в одном километре от города. Лидеры боснийских хорватов попытались спасти положение, заключив 9 октября одностороннее перемирие с сербами. В обмен они обещали поставки электроэнергии. И хотя сербское наступление в очередной раз приостановилось, данный шаг хорватов вызвал резкое обострение их отношений с мусульманами, опасавшимися раздела республики между сербами и хорватами. 21 октября начались бои между частями хорватов и мусульман. Бои произошли в Травнике, Нови Травнике и Бугойно — в городах, которые служили тыловыми базами для гарнизона, оборонявшего Яйце.
Сербское командование, предполагавшее, что вскоре последуют бои и в самом Яйце, решило воспользоваться ситуацией — 25 октября подразделения 30-й дивизии, усиленные 1-м батальоном военной полиции и 1-й разведывательно-диверсионной ротой, начали наступление по трём направлениям. Однако в районе перевала Врбица и Царево-Поля сербские войска вновь натолкнулись на ожесточённое сопротивление хорватов и мусульман. Некоторые позиции по несколько раз переходили из рук в руки. 27 октября части Тактической группы-1, которые продвигались с юга, достигли берега реки Пливы. С другой стороны был центр города. Однако отряды ХСО и мусульманские формирования на позициях у Врбицы и Царево-Поля продолжали держаться. В тот же день бойцы Тактической группы-2, наступавшие с севера, продвинулись на 5 км и таким образом вышли к гидроэлектростанции Яйце-2.
29 октября хорватские и мусульманские подразделения оставили город. Позднее они обвиняли друг друга в сдаче города. В тот же день на старой крепостью был поднят сербский флаг. Падение Яйце сопровождалось массовым исходом хорватского и мусульманского населения. Колонны беженцев устремились на юго-восток, в направлении Травника. По данным военных аналитиков ЦРУ, при этом произошло несколько инцидентов, когда сербы обстреливали колонны из артиллерии и крупнокалиберных пулемётов.
Заключительный этап операции «Врбас-92» прошёл в середине ноября. Части 30-й дивизии взяли под контроль оставшуюся территорию «кармана». 18 ноября они вышли к пригороду Травника — посёлку Турбе. По мнению западных военных исследователей, победа 30-й дивизии ВРС в операции «Врбас-92» была обусловлена более высоким профессиональным уровнем, чем у её противников. Силы сербов были лучше организованны, вооружены и оснащены, и только отсутствие людских резервов не позволило сербам провести операцию в более короткие сроки.

## Дальнейшие события
После того, как части ВРС подступили к городу, оборонявшие город силы начали эвакуацию хорватского и мусульманского населения. Основная часть беженцев численностью в 40 000 образовала колонну протяжённостью 16 км, направлявшуюся в Травник, где её встретили представители ООН. Беженцы-мусульмане были отправлены в Центральную Боснию, где из мужчин боеспособного возраста были сформированы несколько новых бригад и отрядов. Основная часть беженцев-хорватов была отправлена в Хорватию, так как конфронтация между боснийскими хорватами и мусульманами и переполненность Травника беженцами не позволяли оставить их в городе.
Несмотря на то, что боснийские хорваты и мусульмане признали губительное влияние конфликта между ними на оборону Яйце, уже осенью 1992 года между недавними союзниками начались бои в Центральной Боснии.
13 сентября 1995 года силы боснийских хорватов и регулярной армии Хорватии заняли город в ходе операции «Мистраль». После окончания боевых действий в город вернулась значительная часть хорватских беженцев, однако местные хорватские власти не позволили сделать этого беженцам-мусульманам. В результате в город и его окрестности смогли вернуться только около 5000 боснийских мусульман.
Обе стороны обвиняли друг друга в совершении военных преступлений во время боёв за город. В 2008 году прокуратура Боснии и Герцеговины предъявила обвинение двум ветеранам Армии Республики Сербской в том, что в сентябре 1992 года в Яйце они убили 23 гражданских лица и ранили ещё несколько. В 2010 году прокуратура БиГ обвинила семерых бывших солдат ХСО и мусульманских формирований в преступлениях против тридцати пяти сербов, среди которых было и девятеро детей. Из них были убиты пятнадцать человек.